# Осіс Яніс
Яніс Осіс (латис. Jānis Osis, рос. Янис Аугустович Осис; *5 липня 1895, Рига — † 3 листопада 1973, Рига) — латвійський актор.

## Біографія
Народився у Ризі. Навчався у Петроградському університеті. З 1916 року грав у латиському Петроградському Новому театрі, потім виступав у фронтових театрах.
В 1919–1971 роках — актор ризького Робочого театру Радянської Латвії (згодом Академічний театр драми Латвійської РСР).
З 1947 року знімався в кіно, зокрема в таких фільмах, як «Райніс» (1950, барон Мейєндорф), «До нового берега» (1955, кулак таурин), «Михайло Ломоносов» (1955, Міллер).

## Нагороди та звання
- Двічі лауреат Сталінської премії (1950 — за фільм «Райніс», 1951 — за театральну роботу).
- Нагороджений орденом Леніна, двома іншими орденами, а також медалями.
- Заслужений артист Латвійської РСР (1945).
- Народний артист Латвійської РСР (1947).
- Народний артист СРСР (1956).

## Фільмографія
- 1947 — Повернення з перемогою -староста
- 1949 — Райніс — барон фон Мейєндорф
- 1951 — Прощавай, Америко! — Чарльз Уінчелл, доктор посольства
- 1955 — До нового берега -кулак Таурин
- 1955 — Михайло Ломоносов — Міллер
- 1956 — За лебединою зграєю хмар — Свікке
- 1956 — Урок історії — Бюнгер
- 1957 — Син рибалки — купець Гароза
- 1957 — Чужа в селищі — Стагарс, старий рибалка
- 1963 — Нікуди більше не треба йти -Марціс Сегліньш
- 1969 — У багатої пані — епізод
- 1970 — Слуги диявола — Мантейфель
- 1972 — Слуги диявола на бісовому млині -Мантейфель